# Pierre Aiguë
La Pierre Aiguë est un menhir situé sur la commune de La Saulsotte dans le département français de l'Aube.

## Protection
L'édifice est inscrit au titre des monuments historiques en 1993.

## Description
Le menhir est un bloc de grès de section carrée. Sa forme pointue semble résulter d'une cassure. Il mesure 1,90 m de hauteur pour 1,50 m de largeur.
Deux dolmens existaient autrefois à environ 200 m de distance.